# Hey! Say! JUMP
Hey! Say! JUMP是日本傑尼斯事務所旗下的男性偶像團體。其於2007年9月24日成軍，並於同年11月14日發行首張單曲《Ultra Music Power》正式出道。其所屬的唱片公司為J Storm。
名稱中的「hey say」具有日語中「平成」的諧音，意指成員皆出生於「平成」年代。

## 成員
- ※ 成員的詳細資料請參照各成員的頁面。

|                | 姓名     | 姓名     | 姓名 | 出生年月日     | 血型    | 出生地          | 身高     | 入社日        | 代表色 | 備註                          |
| 姓名           | 平假名   | 羅馬拼音 |      | 出生年月日     | 血型    | 出生地          | 身高     | 入社日        | 代表色 | 備註                          |
| -------------- | -------- | -------- | ---- | -------------- | ------- | --------------- | -------- | ------------- | ------ | ----------------------------- |
| Hey! Say! BEST | 薮宏太   |          |      | 1990年1月31日  | A型     | 神奈川縣 橫濱市 | 178 cm   | 2001年9月23日 | 黃綠   | 最年長，左撇子                |
| Hey! Say! BEST | 高木雄也 |          |      | 1990年3月26日  | O型     | 大阪府 茨木市   | 176 cm   | 2004年6月12日 | 紫     |                               |
| Hey! Say! BEST | 伊野尾慧 |          |      | 1990年6月22日  | A型     | 埼玉縣 入間市   | 173 cm   | 2001年9月23日 | 藍     |                               |
| Hey! Say! BEST | 八乙女光 |          |      | 1990年12月2日  | O型     | 宮城縣 仙台市   | 175 cm   | 2002年12月2日 | 黃     | 左撇子                        |
| Hey! Say! BEST | 有岡大貴 |          |      | 1991年4月15日  | A型     | 千葉縣 習志野市 | 164.5 cm | 2003年6月7日  | 橙     |                               |
| Hey! Say! 7    | 山田涼介 |          |      | 1993年5月9日   | B型     | 東京都          | 164 cm   | 2004年8月12日 | 紅     | 元NYC组合成员                 |
| Hey! Say! 7    | 中島裕翔 |          |      | 1993年8月10日  | A型     | 東京都 町田市   | 180 cm   | 2004年3月28日 | 水藍   |                               |
| Hey! Say! 7    | 知念侑李 |          |      | 1993年11月30日 | RH-AB型 | 靜岡縣 濱松市   | 159 cm   | 2003年6月4日  | 粉     | 最年少，元NYC组合成员，左撇子 |

前成員
| 姓名                                | 出生年月日   | 血型 | 出生地   | 身高   | 入社日                                              | 代表色 | 備註 |
| ----------------------------------- | ------------ | ---- | -------- | ------ | --------------------------------------------------- | ------ | --- |
| 森本龍太郎（もりもと りゅうたろう） | 1995年4月6日 | A型  | 神奈川縣 | 174 cm | 2004年8月12日（與山田涼介、深澤辰哉及阿部亮平同期） |        | 因未成年抽煙活動休止後、退所。弟弟是SixTONES成員森本慎太郎。 |
| 岡本圭人（おかもと けいと）         | 1993年4月1日 | O型  | 東京都   | 174 cm | 2006年8月14日                                       | 綠     | 2018年9月起前往美國藝術戲劇學院留學2年，並不會退出團體。而Hey! Say! JUMP在岡本圭人留學的2年間，將以8人體制進行演藝活動。 2021年4月5日宣布退出團體，以演員身份進行個人活動。 |

## 概要
以期間限定團體『Hey! Say! 7』為基礎，成員新增、重組之後結成『Hey! Say! JUMP』。於2007年9月24日公開對外發表，該團體將擔任11月開幕之『世界盃排球賽』的應援大使，演唱大會主題曲『Ultra Music Power』，並於11月14日以該單曲正式出道。這也是傑尼斯事務所旗下，繼1995年的V6、1999年的嵐，以及2003年的NEWS之後，第四個以排球應援組合出道的團體。成員都為平成年代出生，全都曾有參與大碟創作。
與前輩V6一樣，Hey! Say! JUMP也按年齡將成員分為兩組：兄組『Hey! Say! BEST』與弟組『Hey! Say! 7』，亦可分別進行演藝活動。

## 記錄
- 最年少團體（平均年齡15.6歲）登上東京巨蛋
- 至今每張音樂作品均可在發售第一週內旋即登上Oricon公信榜第一位
- 傑尼斯事務所歷來最多人的組合
- 橫濱體育館連續七天十公演紀錄
- 第一組於有明體育館公演的傑尼斯團體

## 團名由來
「Hey! Say!」代表全體成員出生於平成年代，「JUMP」則是「Johnny's Ultra Music Power」的縮寫，並期許平成年代能跳得更高、更遠。
Hey! Say! 7的「7」是2007年結成的意思，Hey! Say! BEST的「BEST」則是「Boys Excellent Select Team」的縮寫。

## 簡歷

### 2007年
- 9月24日：於「JOHNNYS'Jr. Hey Say 07 in YOKOHAMA ARENA」公演上，首次對外發表「Hey! Say! JUMP」組成的消息，並將期間限定團體「Hey! Say! 7」重新分組，未來以新團體名義從事演出。
- 11月14日：發行首張單曲『Ultra Music Power』正式出道。
- 12月22日：首度登上東京巨蛋舉辦演唱會，平均年齡15.2歲，成為東京巨蛋史上最年輕的開唱藝人。

### 2008年
- 1月：團員山田涼介出演「1ポンドの福音」。
- 5月21日：發行單曲『Dreams come true』，其中『Chance to Change』一曲為春季女子高中排球賽的形象歌曲。
- 7月23日：發行單曲『Your Seed/冒險騎士(Your Seed/冒険ライダー)』，且『Your Seed』為『功夫熊貓』的日本主題曲。
- 8月2日至9月5日：出演舞台『SUMMARY 2008』[1]。
- 9月29日：開始於文化放送由Hey! Say! 7 以每週兩人的形式於星期一至五廣播至今。
- 10月22日：發行單曲『午夜的影子男孩(真夜中のシャドーボーイ)』，作為中島裕翔，山田涼介，知念侑李，有岡大貴四人主演的改造老師大作戰的主題曲。
- 12月20日至2009年1月5日：舉辦『Hey! Say! JUMP JUMPing Tour 08-09』演唱會。

### 2009年
- 3月20日至3月26日：再度擔任春の高校バレー 全國大會（日语：第40回全国高等学校バレーボール選抜優勝大会）特別應援者，而且發表『情熱JUMP』為主題曲。
- 3月21日：開始｢Hey! Say! JUMP CONCERT TOUR '09春｣，而且有Hey! Say! 7的第一次單獨Live Concert，至同年五月初完結。
- 3月30日：主唱忍者亂太郎主題和片尾曲。
- 4月5日：開始，山田涼介，八乙女光，知念侑李出演NTV綜藝節目「スクール革命！」至今。
- 7月：舉行｢Hey! Say! サマーコンサート'09 JUMP天國｣為名的live Concert。
- 9月13日：舉行第二回東京巨蛋公演｢Hey! Say! JUMP in TOKYO DOME｣。
- 10月10日：八乙女光與薮宏太出演 <週末YY JUMPing>。
- 11月21日：發售首本寫真｢Hey! Say! JUMPファースト寫真集｣。

### 2010年
- 2月24日：發行單曲《眼中的銀幕》，並作為山田涼介主演電視劇《左眼偵探EYE》的主題曲。[2]
- 3月20日至3月26日：Hey! Say! 7 擔任｢第41回 春の高校バレー 全國大會（日语：第41回全国高等学校バレーボール選抜優勝大会）｣的特別應援者，而且發表<ガンバレッツゴー!>作為形象歌曲。
- 4月2日：舉行｢Hey! Say! 2010 TEN JUMP｣
- 5月4日：在橫濱Arena演唱會上薮宏太宣佈夏天將發行首張專輯。[3]
- 7月7日：發行 首張收錄17首歌曲的專輯『JUMP NO.1』。
- 7月19日至8月29日：於 JCB Hall 舉行為期56場的Johnny's傳統表演SUMMARY。
- 9月15日：發行第三張演唱會DVD『Hey! Say! JUMP 2010 TEN JUMP』。
- 12月15日：發行第六張單曲『「謝謝你」～在世界任何一個角落～(『ありがとう』～世界のどこにいても～)』

### 2011年
- 1月12日：發行第四張演唱會DVD『SUMMARY2010』。
- 4月8日：開始，由成員輪流擔任傑尼斯常態節目「The少年俱樂部」的主持人。
- 4月16日：開始，Hey! Say! JUMP全員和Johnny's Jr.出演東京電視臺綜藝節目「ヤンヤンJUMP」至2013年6月30日。
- 6月27日：雜誌『週刊女性』揭露成員森本龍太郎15歲時未成年吸煙。森本承認事情屬實，並宣佈無限期停止藝能活動。
- 6月29日：發行第七張單曲『OVER』
- 8月7日至9月11日：於 JCB Hall 舉行為期45場的 Johnny's 傳統表演 SUMMARY，並於9月18日，24至25日在大阪巨蛋及東京巨蛋球場舉行為期3場的 「SUMMARY 東京ドーム・大阪ドーム」
- 9月21日：發行第八張單曲『Magic Power』

### 2012年
- 1月2日至1月7日：舉行新年公演「Hey! Say! JUMP New Year Concert 2012」，並宣布將於是年舉行第一次亞洲巡迴演唱會。
- 2月14日：薮宏太、有岡大貴及岡本圭人到香港作演唱會的宣傳訪問。
- 2月22日：發行第九張單曲『SUPER DELICATE』。
- 3月7日：發行第五張演唱會DVD『SUMMARY2011』。
- 5月25日：抵達香港。
- 5月26日至5月27日：在香港舉行首次亞洲巡迴演唱會「Hey! Say! JUMP ASIA FIRST TOUR 2012 in Hong Kong」。
- 6月6日：發行第二張收錄14首歌曲的專輯『JUMP WORLD』。
- 8月3日：抵達台灣。
- 8月4日至8月5日：在台灣舉行「Hey! Say! JUMP 2012 WORLD TOUR in TAIPEI 」。
- 11月10日至12月30日：在帝國劇場举行舞台剧 JOHNNY'S　World。

### 2013年
- 1月1日至1月27日：在帝國劇場举行舞台剧 JOHNNY'S　World
- 3月16、17日：「JOHNNYS' World 感謝祭」 in 東京ドーム
- 3月30、31日：「JOHNNYS' World 感謝祭」 in 京セラドーム
- 「Hey! Say! JUMP 全国へJUMPツアー2013」
  - 4月13日、14日 静岡エコパアリーナ
  - 4月28日 青森サンワアリーナ
  - 5月3日 朱鷺メッセ 新潟コンベンションセンター
  - 5月11日、12日 東京ドーム
  - 5月19日 廣島グリーンアリーナ
  - 5月25日、26日 京セラドーム
  - 6月23日 鹿兒島アリーナ
  - 6月30日 三重縣営サンアリーナ
  - 7月14日、15日 長野ビッグハット
  - 7月21日 北海道立總合体育センター（北海きたえーる）
  - 8月11日 マリンメッセ福岡
  - 8月23日 宮城 セキスイハイムスーパーアリーナ
- 6月26日：發行第十張單曲『Come On A My House』
- 11月13日：發行『全国へJUMPツアー2013（日语：全国へJUMPツアー2013）』演唱會DVD
- 12月25日：發行第十一張單曲『Ride With Me』

### 2014年
- 2月5日：發行第十二張單曲『AinoArika/盡情去愛的HAPPY LIFE 』(AinoArika/愛すればもっとハッピーライフ)
- 4月1日開始：有岡大貴及八乙女光 成為日本電視台『已經中午了！（日语：ヒルナンデス!） 』週二固定班底
- 4月4日開始：有岡大貴及高木雄也 主持廣播JUMP da ベイベー!（日语：JUMP da ベイベー!）
- 「Hey!Say!JUMP LiVE with me in TOKYO DOME」
  - 5月10日、11日 東京ドーム
- 「Hey!Say!JUMP LIVE TOUR 2014  smart」
  - 8月2日、3日 大阪城ホール
  - 8月17日 マリンメッセ福岡
  - 9月20日、21日 静岡・エコパアリーナ
  - 10月11日、12日、13日 横浜アリーナ
- 6月18日：發行第三張專輯『smart』
- 9月3日：發行第十三張單曲『Weekender/向明天的YELL 』(ウィークエンダー/明日へのYELL)
- 10月8日：開始與 ジャニーズWEST 共同主持生放送番組「リトルトーキョーライブ～みんなで作るいっぱいいっぱい生放送～」(隔週主持)
  - 10月8日 髙木雄也、八乙女光、岡本圭人（Hey! Say! JUMP）
  - 10月22日 有岡大貴、中島裕翔、知念侑李（Hey! Say! JUMP）
  - 11月5日 薮宏太、伊野尾慧、八乙女光、山田涼介（Hey! Say! JUMP）
  - 11月19日 山田涼介、中島裕翔、伊野尾慧、薮宏太（Hey! Say! JUMP）
  - 12月3日 知念侑李、岡本圭人、有岡大貴、髙木雄也（Hey! Say! JUMP）
  - 12月17日 知念侑李、岡本圭人、伊野尾慧、八乙女光（Hey! Say! JUMP）
  - 12月24日 Hey! Say! JUMP & Johnnys WEST

### 2015年
- 「リトルトーキョーライブ～みんなで作るいっぱいいっぱい生放送～」(隔週主持)
  - 1月21日 山田涼介、岡本圭人、有岡大貴、髙木雄也（Hey! Say! JUMP）
  - 2月4日 知念侑李、有岡大貴、伊野尾慧、八乙女光（Hey! Say! JUMP）
  - 2月18日 山田涼介、知念侑李、岡本圭人、薮宏太（Hey! Say! JUMP）
  - 3月4日 中島裕翔、岡本圭人、有岡大貴、伊野尾慧（Hey! Say! JUMP）
  - 3月18日 山田涼介、中島裕翔、有岡大貴、八乙女光（Hey! Say! JUMP）
  - 3月25日第1回 生放送だからやっちゃったね大賞」 岡本圭人、有岡大貴、髙木雄也、伊野尾慧（Hey! Say! JUMP）
  - 4月1日 中島裕翔、岡本圭人、髙木雄也、八乙女光（Hey! Say! JUMP）
- 2月18日：發行『Hey! Say! JUMP LIVE TOUR 2014 smart（日语：Hey! Say! JUMP LIVE TOUR 2014 smart）』演唱會DVD
- 4月4日：開始伊野尾慧及八乙女光主持廣播 らじらー！ サタデー (Radirer! Saturday/NHK)
- 4月5日：宣布8月日本電視台放送『第38屆24時間テレビ』將與V6合作擔當主要主持
- 4月29日：發行第十四張單曲『Chau＃/我 I Need You 』
- 6月24日：發行第四張專輯『JUMPing CAR』
- 「嵐のワクワク学校2015 ～日本がもっと楽しくなる四季の授業～」(作為學生出演)
  - 6月5日、7日 大阪巨蛋
  - 6月27日、28日 東京巨蛋
- 「Hey!Say!JUMPツアー2015」
  - 7月25日、26日 セキスイハイムスーパーアリーナ
  - 7月31日至8月2日 大阪城ホール
  - 8月5日、6日 マリンメッセ福岡
  - 8月12日、13日 廣島グリーンアリーナ[4]
  - 8月18日、19日 名古屋‧ガイシ スポーツプラザ ガイシホール
  - 9月12日 北海道立總合体育センター
  - 10月9日至10月12日 横浜アリーナ
- 10月21日：發售第十五張新單曲『你的Attraction』
- 7月至10月：展開全國巡迴演唱會「Hey! Say! JUMP LIVE TOUR 2015 JUMPing CARnival 2015-2016」，在全國7個城市舉行22場公演。
- 12月30及31日：在大阪巨蛋單獨舉行跨年演唱會，以平均年齡23.5歲創下大阪巨蛋跨年演出男藝人的最年輕記錄。[5]

### 2016年
- Hey! Say! JUMP COUNTDOWN LIVE 2015-2016 JUMPing CARnival Count Down
- 5月11日：發行第十六張新單曲「真剣SUNSHINE」
- 6月30日：宣布成為7月23日、24日富士電視台放送『27時間テレビ（页面存档备份，存于）』的主持群之一
- 7月27日：發行第五張專輯「DEAR.」
- 7月至11月：展開全國巡迴演唱會「Hey! Say! JUMP LIVE TOUR 2016 DEAR.」，在全國7個城市舉行35場公演
- 10月26日：發行第十七張新單曲「Fantastic Time」
- 12月14日：發行第十八張新單曲「Give Me Love」

### 2017年
- 1月1日：Hey! Say! JUMP 東京巨蛋史上初次1日2公演
- 2月22日：發行第十九張新單曲「OVER THE TOP」*初回限定盤1內「OVER THE TOP」 PV / 初回限定盤2內 「Funky Time」PV
- 4月26日：發行[DVD]Hey! Say! JUMP LIVE TOUR 2016 DEAR.，首周銷量175,693張
- 7月5日：發行第二十張新單曲「Precious Girl (Hey! Say! JUMP) / Are You There? (A.Y.T.)」*初回限定盤1內「Precious Girl (Hey! Say! JUMP)」 PV / 初回限定盤2內 「Are You There? (A.Y.T.)」PV
- 7月26日：發行出道十周年精選專輯「Hey! Say! JUMP 2007-2017 I/O」
- 12月20日：發行第二十一張新單曲「White Love」
- 12月31日：第68屆NHK紅白歌合戰初次登場

### 2018年
- 1月1日：報知宮城縣 x Hey! Say! JUMP聯合舉行第一屆觀光活動。此為傑尼斯藝人擔當觀光形象代言人首舉。活動預定從今年5月至2019年3月
- 2月14日：發行第二十二張新單曲「マエヲムケ」
- 5月27日起：成員高木雄也和八乙女光雙主演舞台劇《薔薇と白鳥》
- 6月23日：成員岡本圭人將於9月起前往American Academy of Dramatic Arts（AADA，美國藝術戲劇學院）留學2年，並不會退出團體。而Hey! Say! JUMP在岡本圭人留學的2年間，將以8人體制進行演藝活動。
- 7月7日：應日本NTV電視台及GEM邀請，前往香港為音樂節目《The Music Day》作海外直播演出
- 8月1日：發行第二十三張單曲「COSMIC☆HUMAN」
- 8月22日：發行第六張原創專輯「SENSE or LOVE」
- 12月31日：第69屆NHK紅白歌合戰登場

### 2019年
- 1月1日：Hey! Say! JUMP LIVE TOUR SENSE or LOVE 第三站東京巨蛋
- 1月19日至20日：Hey! Say! JUMP LIVE TOUR SENSE or LOVE 最終站暨初次登上福岡巨蛋
- 4月1日起：成員薮宏太主演舞台劇《ハル》
- 5月22日：發行雙A面單曲「Lucky-Unlucky（Hey! Say! JUMP）/Oh! my darling（山田涼介）」
- 7月24日：發行[DVD]Hey! Say! JUMP LIVE TOUR SENSE or LOVE
- 5月29日：發行第二十四張單曲「愛だけがすべて -What do you want？-」
- 8月21日：發行第二十五張單曲「ファンファーレ！」
- 10月30日：發行第七張原創專輯「PARADE」
- 10月5日與6日：Hey! Say! JUMP LIVE 2019 in Taipei  睽違七年到台灣，登上台北小巨蛋
- 12月31日：第70屆NHK紅白歌合戰登場

### 2020年
- 2月26日：發行第二十六張單曲「I am/Muah Muah」
- 7月1日：發行第二十七張單曲「Last Mermaid」
- 8月5日：發行[DVD]Hey! Say! JUMP LIVE TOUR 2019-2020 PARADE
- 9月30日：發行第二十八張單曲「Your Song」
- 12月16日：發行第八張專輯「Fab! -Music speaks.-」，有女王峰、Ayase、清水翔太、岡崎体育、まふまふ、橋口洋平（wacci）、辻村有記等豪華陣容為其創作
- 12月31日：第71屆NHK紅白歌合戰登場

### 2021年
- 4月5日：岡本圭人宣布退出Hey! Say! JUMP，並以演員身份進行個人活動
- 4月9日至11日：舉辦「Hey! Say! JUMP Fab! -Live speaks.-」，為Hey! Say! JUMP首次線上演唱會
- 5月12日：發行第二十九張單曲「ネガティブファイター」
- 7月31日：發行郵購限定商品·完全按訂單生產限定的 [DVD/Blu-ray]「Hey! Say! JUMP Fab! -Live speaks.-」。
- 8月25日：發行第三十張單曲「群青ランナウェイ」
- 11月14日：日本時間17點直播「邁入出道15年！線上感謝祭」，僅限粉絲俱樂部的會員免費觀看。
- 11月24日：發行第三十一張單曲「Sing-along」
- 11月28日 - 2022年1月30日：展開全國巡迴演唱會「!dɒᖷ -Arena speaks.-」

### 2022年
- 1月29日：八乙女光在擔任主持人的＂Rajira！Saturday＂上宣布，因突發性耳聾須接受治療，從當天起暫時停止演藝活動，團體目前維持7人活動。
- 5月25日：發行第三十二張初次三A面單曲「area/恋をするんだ/春玄鳥」
- 6月17日：開設團體官方Instagram
- 7月24日：開設團體官方YouTube，及初次公開官方標誌。
- 8月24日：發行第九張專輯「FILMUSIC!」
- 9月3日至10月23日：展開全國巡迴演唱會「Hey! Say! JUMP LIVE TOUR 2022 FILMUSIC!」，在全國7個城市舉行28場公演
- 11月12日：自今年1月以來因突發性耳聾而中斷活動的八乙女光宣布將恢復演藝活動，團體恢復8人活動。
- 12月17日至2023年1月15日：Hey! Say! JUMP 15th Anniversary LIVE TOUR 2022-2023，展開了四大巨蛋（大阪、名古屋、東京、福岡）巡演

### 2023年
- 3月31日：首次YouTube直播
- 5月10日：開設團體官方TikTok
- 5月31日：發行第三十三張單曲「DEAR MY LOVER/ウラオモテ」

## 音樂作品

### 單曲
| ＃ | 發售日         | 名稱                             | 銷售數量                  | 週間最高位 | 備註 |
| -- | -------------- | -------------------------------- | ------------------------- | ---------- | --- |
| 1  | 2007年11月14日 | Ultra Music Power                | 首周24.6萬張              | 1位        | 『世界足篮排杯2007』印象歌 |
| 2  | 2008年5月21日  | Dreams come true                 | 首周18.1萬張              | 1位        | 『北京奥运排球赛最终预选赛』印象歌 |
| 3  | 2008年7月23日  | Your Seed/冒險騎士               | 首周16萬張                | 1位        | Your Seed：電影「功夫熊貓」日本形象歌曲 冒險騎士：「台場冒險王FINAL」形象歌曲                                                         |
| 4  | 2008年10月22日 | 午夜的影子男孩                   | 首周21.1萬張              | 1位        | 電視劇『改造老師大作戰』主題歌 |
| 5  | 2010年2月24日  | 眼中的銀幕                       | 首周20.1萬張              | 1位        | 電視劇『左眼偵探EYE』主題歌 |
| 6  | 2010年12月15日 | 「謝謝你」～在世界任何一個角落～ | 首周15萬張                | 1位        | FLY：『第63回全日本高中排球冠軍賽』主題曲                                                                                             |
| 7  | 2011年6月29日  | OVER                             | 首日11.3萬張 首周26.5萬張 | 1位        | |
| 8  | 2011年9月21日  | Magic Power                      | 首日9.4萬張 首周21.7萬張  | 1位        | 電影『藍色小精靈』日本語版主題曲 |
| 9  | 2012年2月22日  | SUPER DELICATE                   | 首日10.9萬張 首周24.8萬張 | 1位        | 電視劇『理想的兒子』主題曲 |
| 10 | 2013年6月26日  | Come On A My House               | 首日11.6萬張 首周21.7萬張 | 1位        | 電視廣告『佛蒙特咖哩』歌曲 |
| 11 | 2013年12月25日 | Ride With Me                     | 首日8.5萬張 首周16.2萬張  | 1位        | 電視劇『金田一少年之事件簿 獄門塾殺人事件』主題曲                                                                                     |
| 12 | 2014年2月5日   | AinoArika／盡情去愛的HAPPY LIFE  | 首日10.2萬張 首周20.7萬張 | 1位        | AinoArika：電視劇『Dark System 戀愛寶座決定戰』主題曲 盡情去愛的HAPPY LIFE：電視廣告『佛蒙特咖哩』歌曲                                |
| 13 | 2014年9月3日   | Weekender／向明天的YELL          | 首日8萬張 首周18.4萬張    | 1位        | Weekender：電視劇『金田一少年之事件簿N (neo)』主題曲 向明天的YELL：電視劇『水球不良少年』主題曲                                       |
| 14 | 2015年4月29日  | Chau#/我 I Need You              | 首日8萬張 首周14.6萬張    | 1位        | Chau＃：Bourbon「ALMOND CARAMEL POPCORN」廣告歌 我 I Need You：電視節目「Little Tokyo Life」片尾曲                                    |
| 15 | 2015年10月21日 | 你的Attraction                   | 首日11.8萬張 首周20.3萬張 | 1位        | Kose Cosmeport『絲芙蒂』廣告主題曲 |
| 16 | 2016年5月11日  | 認真SUNSHINE                     | 首日14.5萬張 首周26.7萬張 | 1位        | 高絲Suncut廣告歌曲 |
| 17 | 2016年10月26日 | Fantastic Time                   | 首日15.4萬張 首周26.6萬張 | 1位        | 動畫『救難小英雄24』1-13集片頭主題曲                                                                                                  |
| 18 | 2016年12月14日 | Give Me Love                     | 首日13.5萬張 首周24.8萬張 | 1位        | 電視劇『該隱與亞伯』主題曲 |
| 19 | 2017年2月22日  | OVER THE TOP                     | 首日14.6萬張 首周27.2萬張 | 1位        | 動畫『救難小英雄24』14集起片頭主題曲                                                                                                  |
| 20 | 2017年7月5日   | Precious Girl/Are You There?     | 首日14.3萬張 首周25.6萬張 | 1位        | Precious Girl：電視廣告KOSE COSMEPORT「FORTUNE」主題曲 Are You There?：電視劇『機器飯友 （页面存档备份，存于）』主題曲                |
| 21 | 2017年12月20日 | White love                       | 首日16.6萬張 首周28.7萬張 | 1位        | 電影『未成年愛狠大』主題曲 |
| 22 | 2018年2月14日  | 筆直向前                         | 首日14萬張 首周24.5萬張   | 1位        | 電視劇『有錢人家鳥事多』主題曲 |
| 23 | 2018年8月1日   | COSMIC☆HUMAN                     | 首日13萬張 首周22.1萬張   | 1位        | 電視劇『TOKYO alien BROS.』主題曲 |
| 24 | 2019年5月22日  | Lucky-Unlucky/Oh! my darling     | 首日10.9萬張 首周19.9萬張 | 1位        | 電視劇『就算生氣也不要和白痴戰鬥』主題曲                                                                                              |
| 25 | 2019年8月21日  | 開場小號！                       | 首日13.5萬張 首周22.4萬張 | 1位        | 電視劇『蟬男』主題曲 |
| 26 | 2020年2月26日  | I am/Muah Muah                   | 首日13.4萬張 首周20.6萬張 | 1位        | I am：電視劇『僕はどこから』主題曲 Muah Muah：電視廣告KOSE COSMEPORT「FORTUNE」主題曲                                                 |
| 27 | 2020年7月1日   | Last Mermaid...                  | 首日13.2萬張 首周20.6萬張 | 1位        | 電視劇『家政夫三田園』第四季主題曲 |
| 28 | 2020年9月30日  | Your Song                        | 首日14.6萬張 首周21.5萬張 | 1位        | 電視劇『K2 池袋署刑事課 神崎·黑木』主題曲                                                                                             |
| 29 | 2021年5月12日  | 消極戰士                         | 首日13.4萬張 首周21.5萬張 | 1位        | 電視劇『探偵☆星鴨』主題曲 |
| 30 | 2021年8月25日  | 群青Runaway                      | 首日16.5萬張 首周23.5萬張 | 1位        | 電視劇『副教授·高槻彰良的推察』主題曲                                                                                                 |
| 31 | 2021年11月24日 | Sing-along                       | 首日14.7萬張 首周19.8萬張 | 1位        | 『世界體操/世界藝術體操2021』主題曲                                                                                                   |
| 32 | 2022年5月25日  | area/恋をするんだ/春玄鳥         | 首日16.3萬張 首周22.9萬張 | 1位        | area：電視劇『家政夫三田園』第五季主題曲 恋をするんだ：電視劇『我的可愛已經快到有效期限!?』主題曲 春玄鳥：動畫『Love All Play』片頭曲 |
| 33 | 2023年5月31日  | DEAR MY LOVER/ウラオモテ         | 首日17.9萬張 首周24.2萬張 | 1位        | DEAR MY LOVER：電視劇『獻給國王的無名指』主題曲 ウラオモテ：電視劇『為親愛的我致上殺意』主題曲                                        |
| 34 | 2024年9月24日  | UMP                              | 首週21.7萬張              | 1位        | NERD：電視劇『怖れ』片尾曲 |
| 35 | 2025年5月28日  | encore                           |                           |            | encore：電視劇『平行世界的夫妻』主題曲                                                                                                |

### DVD單曲
| ＃ | 發售日        | 名稱                          | 銷售數量      | 週間最高位 | 備註                           |
| -- | ------------- | ----------------------------- | ------------- | ---------- | ------------------------------ |
| 1  | 2015年3月21日 | 殺戮感覺                      | 首周 10.9萬張 | 1位        | 電影『暗殺教室』主題曲         |
| 2  | 2016年3月25日 | 再見的感覺                    | 首周 18.9萬張 | 1位        | 電影『暗殺教室-畢業編-』主題曲 |
| 3  | 2019年6月6日  | 愛才是一切-What do you want?- | 首周 18.5萬張 | 1位        | 電視劇『家政夫三田園』主題曲   |

### 專輯
| ＃ | 發售日         | 名稱                 | 銷售數量                   | 週間最高位 | 備註             |
| -- | -------------- | -------------------- | -------------------------- | ---------- | ---------------- |
| 1  | 2010年7月7日   | JUMP NO.1            | 首周 15.6萬張              | 1位        |                  |
| 2  | 2012年6月6日   | JUMP WORLD           | 首周 12.7萬張              | 1位        |                  |
| 3  | 2014年6月18日  | smart                | 首周 12.7萬張              | 1位        |                  |
| 4  | 2015年6月24日  | JUMPing CAR          | 首周 17.7萬張              | 1位        |                  |
| 5  | 2016年7月27日  | DEAR.                | 首周 25.8萬張 次周 1.7萬張 | 1位        | 初次連續兩週首位 |
| 6  | 2018年8月22日  | SENSE or LOVE        | 首周20.9萬張               | 1位        |                  |
| 7  | 2019年10月30日 | PARADE               | 首周18.9萬張               | 1位        |                  |
| 8  | 2020年12月16日 | Fab! -Music speaks.- | 首周25萬張                 | 1位        |                  |
| 9  | 2022年8月24日  | FILMUSIC!            | 首周20.2萬張               | 1位        |                  |
| 10 | 2023年12月6日  | PULL UP!             | 首周19.9萬張               | 1位        |                  |
| 11 | 2024年11月27日 | H⁺                   |                            |            |                  |

### 精選輯
| ＃ | 發售日        | 名稱                         | 銷售數量   | 週間最高位 | 備註 |
| -- | ------------- | ---------------------------- | ---------- | ---------- | ---- |
| 1  | 2017年7月26日 | Hey! Say! JUMP 2007-2017 I/O | 首周29.7萬 | 1位        |      |

### 數位EP
| ＃ | 發售日         | 名稱 | 週間最高位 | 備註 |
| -- | -------------- | ---- | ---------- | ---- |
| 1  | 2023年10月24日 | P.U! | 1位        |      |

## 演唱會DVD
- 2008年4月30日：Hey!Say!JUMPデビュ─＆ファ─ストコンサ─ト いきなり！in 東京ド─ム（日语：Hey! Say! JUMP デビュー&ファーストコンサート いきなり!in 東京ドーム）
- 2009年4月29日：Hey!Say!Jump-ing Tour '08-'09（日语：Hey! Say! Jump-ing Tour '08-'09）
- 2010年9月15日：Hey! Say! 2010 TEN JUMP（日语：Hey! Say! 2010 TEN JUMP）
- 2011年1月12日：SUMMARY2010（日语：SUMMARY2010）
- 2012年3月7日：SUMMARY 2011 in DOME（日语：SUMMARY 2011 in DOME）
- 2012年11月7日：JUMP WORLD 2012（日语：JUMP WORLD 2012）
- 2013年8月14日：JOHNNYS' Worldの感謝祭 in TOKYO DOME（日语：JOHNNYS' Worldの感謝祭 in TOKYO DOME）
- 2013年11月13日：全国へJUMPツアー2013（日语：全国へJUMPツアー2013）
- 2015年2月18日：Hey! Say! JUMP LIVE TOUR 2014 smart（日语：Hey! Say! JUMP LIVE TOUR 2014 smart）
- 2016年2月10日：Hey! Say! JUMP LIVE TOUR 2015 JUMPing CARnival（日语：Hey! Say! JUMP LIVE TOUR 2015 JUMPing CARnival）
- 2017年4月26日：Hey! Say! JUMP LIVE TOUR 2016 DEAR.（日语：Hey! Say! JUMP LIVE TOUR 2016 DEAR.）
- 2018年6月27日：Hey! Say! JUMP I/Oth Anniversary TOUR 2017-2018（日语：Hey! Say! JUMP I/Oth Anniversary Tour 2017-2018）
- 2019年7月24日：Hey! Say! JUMP LIVE TOUR SENSE or LOVE（日语：Hey! Say! JUMP LIVE TOUR SENSE or LOVE）
- 2020年8月5日：Hey! Say! JUMP LIVE TOUR 2019-2020 PARADE（日语：Hey! Say! JUMP LIVE TOUR 2019-2020 PARADE）
- 2021年7月31日：Hey! Say! JUMP Fab! -Live speaks.-
- 2023年7月12日：Hey! Say! JUMP 15th Anniversary LIVE TOUR 2022-2023
- 2024年8月21日：Hey! Say! JUMP LIVE TOUR 2023-2024 PULL UP!

## 音樂現場
| 日期                              | 電視台                 | 節目名稱                | 採訪影片               |
| 真夜中のシャドーボーイ            | 真夜中のシャドーボーイ | 真夜中のシャドーボーイ  | 真夜中のシャドーボーイ |
| --------------------------------- | ---------------------- | ----------------------- | ---------------------- |
| 2008年10月20日                    | 富士電視台             | HEY!HEY!HEY!MUSIC CHAMP |                        |
| 愛だけがすべて-What do you want?- |                        |                         |                        |
| 2019年05月31日                    | 朝日電視台             | MUSIC STATION           |                        |
| Dear My Lover                     |                        |                         |                        |
| 2023年06月05日                    | TBS電視台              | COUNT DOWN TV           |                        |
| Donkey Gongs                      |                        |                         |                        |
| 2024年11月29日                    | 朝日電視台             | MUSIC STATION           | [ 6 ]                  |
| eek                               |                        |                         |                        |
| 2024年12月04日                    | 富士電視台             | FNS歌謠祭               |                        |
| Encore                            |                        |                         |                        |
| 2025年05月31日                    | 日本電視台             | BUZZ RHYTHM 02          |                        |
| 2025年06月06日                    | 朝日電視台             | MUSIC STATION           | [ 7 ]                  |

## 書籍

### 寫真集
- Hey! Say! JUMP ファースト寫真集（2009年11月21日）

### 漫畫
- わいわいっ☆Hey! Say! JUMP（页面存档备份，存于）（2008年12月29日、『ちゃお』小学館、能登山けいこ）
- わいわいっ☆Hey! Say! JUMP 2巻（2011年4月28日、『ちゃお』小学館、能登山けいこ）
- わいわいっ☆Hey! Say! JUMP 3巻（2012年12月31日、『ちゃお』小学館、能登山けいこ）

## 演唱會
1. Hey! Say! JUMP デビュー＆ファーストコンサート いきなり！in 東京ドーム (2007年12月22日)
2. Hey! Say! JUMP SPRING CONCERT 2008 (2008年4月4日 - 2008年5月6日)
3. SUMMARY 2008 (2008年8月2日 - 8月31日)
4. Hey! Say! Jump-ing Tour '08-'09 (2008年12月20日 - 2009年1月5日)
5. Hey! Say! 7 CONCERT TOUR '09春 (2009年3月21日 - 2009年3月15日)
6. Hey! Say! JUMP CONCERT TOUR '09春 (2009年3月31日 - 2009年5月4日)
7. Hey! Say! サマーコンサート'09 JUMP天國 (2009年7月23日 - 2009年8月27日)
8. Hey! Say! JUMP in TOKYO DOME (2009年9月13日)
9. Hey! Say! JUMP CONCERT TOUR 2009-2010 (2009年12月16日 - 2010年1月6日)
10. 舞台劇 「シー・ラヴズ・ミー」(シアタークリエ)【藪宏太】(2009年12月12日 - 2010年1月31日)
11. Hey! Say! 2010 TEN JUMP (2010年4月2-4日, 24-25日, 5月2-5日, 16日)
12. SUMMARY 2010 (2010年7月18日 - 8月29日)
13. Hey! Say! JUMP 2010-2011「ありがとう」～世界のどこにいても～WINTER CONCERT (2010年12月25-26日, 2011年1月2-6日,15-16日)
14. Hey! Say! JUMP＆｢勇氣100％｣　全國ツアー  (2011年3月28日 - 2011年5月29日)
15. SUMMARY 2011(2011年8月7日 - 2011年9月11日)
16. Hey! Say! JUMP SUMMARY　東京ドーム・大阪ドーム (2011年9月18日，24-25日)
17. Hey! Say! JUMP New Year Concert 2012 (2012年1月2日 - 2012年1月7日)
18. Hey! Say! JUMP ASIA FIRST TOUR 2012 in Japan (2012年5月3日 - 2012年5月9日)
19. Hey! Say! JUMP ASIA FIRST TOUR 2012 in Hong Kong (2012年5月26日 - 2012年5月27日)
20. Hey! Say! JUMP ASIA FIRST TOUR 2012 in Taipei (2012年8月3日 - 2012年8月5日)
21. Hey! Say! JUMP - The First JUMP to Thailand 2013 (2013年3月13日)
22. Hey! Say! JUMP 全国へ JUMPツアー2013（2013年4月13日 - 2013年8月23日）
  - 4月13日、14日　静冈エコパアリーナ
  - 4月28日　青森サンワアリーナ
  - 5月3日　朱鹭メッセ　新潟コンベンションセンター
  - 5月11日、12日　東京巨蛋
  - 5月19日　廣岛グリーンアリーナ
  - 5月25日、26日　京セラドーム
  - 6月23日　鹿兒岛アリーナ
  - 6月30日　三重縣営サンアリーナ
  - 7月14日、15日　长野ビッグハット
  - 7月21日　北海道立總合体育センター（北海きたえーる）
  - 8月11日　マリンメッセ福冈
  - 8月23日　宫城　セキスイハイムスーパーアリーナ
23. Hey! Say! JUMP Live with Me in Tokyo Dome（2014年5月10日 - 2014年5月11日）
24. Hey! Say! JUMP LIVE TOUR 2014 smart (2014年8月2日 - 2014年10月13日)
  - 8月2日、3日　大阪城ホール
  - 8月17日　マリンメッセ福岡
  - 9月20日、21日　静岡エコパアリーナ
  - 10月11日、12日、13日　横浜アリーナ
25. Hey! Say! JUMP LIVE TOUR 2015 JUMPing CARnival（2015年7月 - 2015年10月）
26. Hey! Say! JUMP LIVE TOUR 2016 DEAR. (2016年7月28日 - 2016年11月3日)
  - 7月28日、29日、30日、31日　大阪城ホール
  - 8月12日、13日、14日　横浜アリーナ
  - 8月20日、21日　マリンメッセ福岡
  - 8月27日、28日　宮城・セキスイハイムスーパーアリーナ
  - 9月17日、18日　北海道立總合体育センター
  - 10月1日、2日　廣島グリーンアリーナ
  - 10月7日、8日、9日、10日　横浜アリーナ
  - 11月2日、3日　日本ガイシホール
27. Hey! Say! JUMP I/Oth Anniversary Tour 2017（2017年8月11日 - 2017年10月15日)
  - 8月11日、12日　サンドーム福井（福井縣）
  - 8月16日、17日　マリンメッセ福岡（福岡縣）
  - 8月19日、20日　エコパアリーナ（静岡縣）
  - 8月25日～27日　大阪城ホール（大阪府）
  - 9月9日、10日　三重縣営サンアリーナ（三重縣）
  - 9月15日～18日　横浜アリーナ（神奈川縣）
  - 9月30日、10月1日　和歌山ビッグホエール（和歌山縣）
  - 10月14日、15日　真駒内セキスイハイムアイスアリーナ（北海道）
28. Hey! Say! JUMP I/Oth Anniversary Tour 2017-2018（2017年12月8日 - 2018年1月1日）
  - 12月8日、9日　京セラドーム大阪
  - 12月23日、24日　ナゴヤドーム
  - 12月29日、30日、2018年1月1日　東京ドーム
29. Hey! Say! JUMP LIVE TOUR SENSE or LOVE（2018年8月31日 - 2018年11月11日）
  - 8月31日、9月1、2日　武蔵野の森 總合スポーツプラザ メインアリーナ
  - 9月8日、9日　宮城・セキスイハイムスーパーアリーナ
  - 9月15日、16日  静岡・エコパアリーナ
  - 9月22日、23日　札幌・真駒内セキスイハイムアイスアリーナ
  - 9月29日、30日  和歌山ビッグホエール
  - 10月6日、7日　朱鷺メッセ 新潟コンベンションセンター
  - 11月10日、11日  長野ビッグハット
30. Hey! Say! JUMP LIVE TOUR SENSE or LOVE 2018-2019（2018年12月1日 - 2019年1月20日）
  - 12月1日～2日　京瓷巨蛋大阪（大阪府）
  - 12月23日～24日　名古屋巨蛋（愛知縣）
  - 12月28日～30日、2019年1月1日  東京巨蛋（東京都）
  - 1月19日～20日　福岡巨蛋（福岡縣）
31. Hey! Say JUMP Fab! -Live speaks-（2021年4月9日 - 11日）（此為線上演唱會）
32. Hey! Say! JUMP !dɒᖷ  -Arena speaks.-（2021年11月28日 - 2022年1月30日）
  - 11月28日 - 12月1日 幕張メッセ国際展示場
  - 12月11日・12日 日本ガイシホール
  - 1月15日・16日 宮城・セキスイハイムスーパーアリーナ
  - 1月22日・23日 北海道立総合体育センター（北海きたえーる）
  - 1月29日・30日 さいたまスーパーアリーナ（因知念和伊野尾感染COVID-19，北海道與埼玉公演中止）
33. Hey! Say! JUMP LIVE TOUR 2022 FILMUSIC!（2022年9月3日 - 10月23日）
  - 9月3日・4日 宮城・セキスイハイムスーパーアリーナ
  - 9月10日・11日 真駒内セキスイハイムアイスアリーナ
  - 9月17日 - 19日 有明アリーナ
  - 10月1日・2日 和歌山ビッグホエール
  - 10月8日・9日 グランメッセ熊本
  - 10月15日・16日 朱鷺メッセ 新潟コンベンションセンター
  - 10月22日・23日 エコパアリーナ
34. Hey! Say! JUMP 15th Anniversary LIVE TOUR 2022-2023（2022年12月17日 - 2023年1月15日）
  - 12月17日・18日 名古屋巨蛋
  - 12月29日 - 1月1日 東京巨蛋
  - 1月7日 - 9日 京瓷巨蛋大阪
  - 1月14日・15日 福岡PayPay巨蛋
35. Hey! Say! JUMP LIVE TOUR 2023-2024（2023年12月23日 - 2024年1月14日）
  - 12月23日・24日 名古屋巨蛋
  - 12月29日 - 1月1日 東京巨蛋
  - 1月6日 - 8日 京瓷巨蛋大阪
  - 1月13日・14日 福岡PayPay巨蛋
36. Hey! Say! JUMP LIVE TOUR 2024-2025 H⁺（2024年12月14日 - 2025年2月9日）
  - 12月14日・15日 名古屋巨蛋
  - 12月29日 - 1月1日 東京巨蛋
  - 1月11日・12日 福岡PayPay巨蛋
  - 2月7日 - 9日 京瓷巨蛋大阪

## 尚未發行的歌曲
1. Hey! Say! JUMP - 大膽夢敵
2. Hey! Say! JUMP - BUMP UP
3. Hey! Say! JUMP - Where My Heart Belongs
4. Hey! Say! JUMP - 百花缭乱
5. Hey! Say! BEST - STYLE
6. Hey! Say! BEST - Switch
7. Hey! Say! 7 - S.O.S
8. Hey! Say! 7 - カワイイきみのことだもの
9. Hey! Say! 7 - サルサいいないいね
10. Hey! Say! 7 - Brave Story
11. Hey! Say! 7 - いいんじゃない
12. Hey! Say! 7 - 腦內☆DANCE
13. 薮宏太 - Rain Dance
14. 薮宏太 - My Everything
15. 薮宏太 - 誓いの空
16. 八乙女光 - 憧れのEgoist
17. 八乙女光 - ジェントルズ
18. 八乙女光 - 炎-Flame of love-
19. 八乙女光 - Play Dreamer
20. 八乙女光 - 1000LITHT
21. 八乙女光 - Paper Doll
22. 高木雄也 - 蜘蛛の糸
23. 高木雄也 - 道しるべ
24. 中島裕翔 - 麗しのBad Girl
25. 中島裕翔 - Glorious
26. 山田涼介 - Perfume
27. 知念侑李 - On the wind
28. 知念侑李 - 大きくな～れ☆ボク
29. 有岡大貴 - キミと僕のフューチャー
30. 岡本圭人 - Babylon
31. 伊野尾慧 - 早口ブギ
32. 薮宏太、八乙女光 - GO!!
33. 薮宏太、八乙女光 - Tears and Smile
34. 薮宏太、八乙女光 - オリジナル色
35. 中島裕翔、岡本圭人、高木雄也 - Higher
36. 八乙女光、有岡大貴、岡本圭人 - scare of the night
37. 知念侑李、山田涼介 - Stars in Heaven
38. 中島裕翔、知念侑李 - YOU(裕)&YOU(侑)
39. 薮宏太、伊野尾慧(鋼琴伴奏) - 音

## 演出
個人單獨演出的作品，請參照各成員部分。

### 舞台剧
- JOHNNY'S　World（2012年11月10日 ‐ 2012年12月30日、2013年1月1日 - 2013年1月27日、帝國劇場）

### 固定節目
- 加油日本!世界盃排球賽 JUMP～百識課外教學～（2007年10月22日 - 25日・29日 - 11月1日、富士電視台）
- 百識王（页面存档备份，存于）（2007年10月－、富士電視台）- 岡本圭人
- Hi! Hey! Say!（页面存档备份，存于）（2007年11月3日 - 2009年6月26日、東京電視台）- 薮宏太，八乙女光
- 爆笑100分電視!平成家族（爆笑100分テレビ!平成ファミリーズ（页面存档备份，存于））（2007年10月 - 2008年3月、日本電視台）- 中島裕翔，山田涼介，森本龍太郎
- 世紀時空戰 昭和X平成（時空間☆世代バトル 昭和×平成 SHOWはHey! Say!（页面存档备份，存于））（2008年4月6日 - 2009年3月29日、日本電視台）- 中島裕翔，山田涼介，森本龍太郎
- 學校革命!（スクール革命!（页面存档备份，存于））（2009年4月5日－、日本電視台）- 八乙女光，山田涼介，知念侑李
- 週末YY JUMPing（页面存档备份，存于）（2009年10月10日 - 2011年3月26日、東京電視台）- 薮宏太，八乙女光
- 天才伽利略（天才をつくる!ガリレオ脳研（页面存档备份，存于））（2009年11月－2011年8月13日、朝日電視台）- 有岡大貴
- THE‧少年俱樂部（ザ少年俱樂部（页面存档备份，存于））（2011年4月8日－2014年3月26日、NHK）- 由三名Hey! Say! JUMP成員輪流擔任主持
- Yan Yan JUMP（ヤンヤンJUMP（页面存档备份，存于））（2011年4月16日－2013年6月30日、東京電視台）
- 已經中午了！（日语：ヒルナンデス!） （2014年4月1日 -、日本電視台） - 星期二固定來賓 - 有岡大貴，八乙女光
- 「リトルトーキョーライブ（页面存档备份，存于）～みんなで作るいっぱいいっぱい生放送～」（2014年10月8日－2019年9月25日、東京電視台）-和Johnnys WEST隔週輪流擔任主持
- 攻頂High JUMP(いただきハイジャンプ（页面存档备份，存于）)(2014年12月29日晚上25:00-26:00即凌晨01:00-02:00,第二彈-2015年6月10日晚上25:35-26:35,並於節目錄製時向Hey! Say! JUMP宣布於7月8日正規化,從7月8日起每週三晚上25:25-25:55 富士電視台)

### 綜藝節目
| 年份   | 播放日期 | 電視台     | 節目名稱    | 備註 |
| 2021年 | 11月26日 | 日本電視台 | MUSIC BLOOD |      |

### 其他電視節目
- 體操時間。「JUMP體操」（2007年10月22日－11月2日、富士電視台）
- 世界盃排球賽2007W傳說（2007年10月22日－11月1日、富士電視台）
- 富士電視台排球中繼報導（2007年11月2日－12月2日、富士電視台）
- 第38屆24時間テレビ-連繫〜超越時間的笑容〜 與V6共同合作主持 全日本LIVE放送（2015年8月22日-23日、日本電視台）

## Hey! Say! 7（期間限定團體，通稱元7）
Hey! Say! 7是日本的5人限定組合，所屬傑尼斯事務所。為TBS系動畫《戀愛情結》2007年7月至9月期唱之主題曲「Hey! Say!」與片尾曲「Bon Bon」。5人都是平成年出生。

### 成員
- 山田涼介（やまだ りょうすけ、平成5年（1993年5月9日一B型）
- 中島裕翔（なかじま ゆうと、平成5年（1993年8月10日一A型）
- 知念侑李（ちねん ゆうり、平成5年（1993年11月30日一AB型）
- 高木雄也（たかき　ゆうや、平成2年（1990年3月26日ーO型）
- 有岡大貴（ありおか　だいき、平成3年（1991年4月15日ーA型）

### 概要
在KAT-TUN2007年4月3日名古屋的公演裏初次登場，CD己在8月1日出售。因為全員都是平成年出生，所以隊名「Hey! Say!」裏有平成生的意思，「7」是意味著是在2007年組成。

### 來歷
2007年
4月3日：在前輩「KAT-TUN」的名古屋的公演裏初次登場。
8月1日：單曲「Hey! Say!」發售。
8月5日：在大阪進行握手會。

## NYC
成員中知念侑李和山田涼介於2009年『世界盃排球賽』中與中山優馬組成期間限定組合NYC boys，擔任特別應援者。而且發行雙A面單曲『NYC』，組合旋即於同年登上紅白舞台，而且在紅白完結後改成NYC的三人正式組合。雖然三人中有二人為Hey! Say! JUMP成員，但在名義上，兩團為獨立團體。情況和NEWS的錦戶亮和內博貴類似，但因為本次是三人中有兩人為成員加上有不是成員的人在其中，引起不少爭議，更引起對中山優馬和傑尼斯事務所的負面評價。

## せんせーションズ
為2015年上映的電影『暗殺教室』演唱主題曲的團體。設定上是外表酷似Hey! Say! JUMP的9人團體。

### 成員
- コマンダー(Commander) - 山田涼介
- ドクター(Doctor) - 知念侑李
- バレット(Bullet) - 中島裕翔
- SHINOBI - 岡本圭人
- ファルコンJr.(Falcon Jr.) - 有岡大貴
- ラピッドファイヤー(Rapid Fire) - 高木雄也
- ギーク(Geek) - 伊野尾慧
- ソニックハンター(Sonic Hunter) - 八乙女光
- スコープ(Scope) - 薮宏太

### 歌曲
- 殺せんせーションズ
- さよならセンセーション

以上皆為DVD單曲。

## A.Y.T.
為2017年6月日本電視台於深夜開播的連續劇『機器飯友』演唱主題曲的團體。由主演的3位成員所組成的期間限定團體。

### 成員
- 有岡大貴
- 八乙女光
- 高木雄也

### 歌曲
- 「Are You There?」
  - 收錄在和Hey! Say! JUMP共同發售的單曲「Precious Girl/Are You There?」中。

## 外部連結
- Hey! Say! JUMP｜J Storm OFFICIAL SITE （页面存档备份，存于）
- Johnny's net > Hey! Say! JUMP （页面存档备份，存于）
- Hey! Say! JUMP的X（前Twitter）
- Hey! Say! JUMP的Instagram帳戶
- Hey! Say! JUMP／J Storm的TikTok
- YouTube上的Hey!Say!JUMP頻道
- Hey! Say! JUMP 台灣愛貝克思官方網站 （页面存档备份，存于）（繁體中文）